# Риарио Сфорца, Томмазо
Томмазо Риарио Сфорца (итал. Tommaso Riario Sforza; 8 января 1782, Неаполь, Неаполитанское королевство — 14 марта 1857, Рим, Папская область) — неаполитанский куриальный кардинал и папский сановник. Префект экономии Священной Конгрегации Пропаганды Веры с 1 октября 1826 по 10 августа 1830. Камерленго Священной Коллегии кардиналов с 28 января 1828 по 15 марта 1830. Префект Священной Конгрегации доброго управления с 24 января 1843 по 3 апреля 1843. Камерленго Святой Римской Церкви с 3 апреля 1843 по 14 марта 1857. Кардинал-дьякон с 10 марта 1823, с титулярной диаконией Сан-Джорджо-ин-Велабро с 16 мая 1823 по 17 ноября 1823. Кардинал-дьякон с титулярной диаконией Санта-Мария-ин-Домника с 17 ноября 1823 по 19 декабря 1834, in commendam с 19 декабря 1834 по 13 мая 1837. Кардинал-дьякон с титулярной диаконией Санта-Мария-ин-Виа-Лата с 19 декабря 1834 по 14 марта 1857. Кардинал-протодьякон с 7 ноября 1842 по 14 марта 1857.

## Ранние годы и образования
Родился 8 января 1782, в Неаполе, из аристократической неаполитанской герцогской семьи давшей Римской Церкви несколько кардиналов. Сын герцога Николы Риарио Сфорца и принцессы Джованны Ди Сомма. Дядя кардинала Систо Риарио Сфорца (1846). Другими кардиналами из этой семьи были Пьетро Риарио, OFMConv. (1471) и Раффаэле Сансони Риарио (1477) и Алессандро Риарио (1578).
Образование получил в Колледжо Назарено, в Риме, в 1793 году.

## Карьера при Папском дворе
19 апреля 1804 вошёл в римскую прелатуру как референдарий Трибуналов Апостольской Сигнатуры Справедливости и Милости. В 1806 назван апостольским протонотарием participantium. Заявитель Священной Конгрегации доброго управления перед 13 сентября 1806, занимал этот пост до 1808. 15 мая 1814 года, после восстановления Папского государства, монсеньор Риарио Сфорца был назван членом комиссии церковной собственности. Прелат Священной Конгрегации Тридентского Собора с 8 декабря 1814. Папский делегат в Мачерате с 9 марта 1816.

## Кардинал при пяти Папах

### При Пие VII
Возведён в кардиналы-дьяконы на консистории от 10 марта 1823, папой римским Пием VII, получил красную шляпу 13 марта 1823 и титулярную диаконию Сан-Джорджо-ин-Велабро с 16 мая 1823. Принял участие в Конклаве 1823 года, на котором был избран Лев XII.

### При Льве XII и Пие VIII
Рукоположён 28 сентября 1823. Не имел епископский сан, был только рукоположён в священники.
Избран для титулярной диаконии Санта-Мария-ин-Домника с 17 ноября 1823. Член первой Государственной Конгрегации с 12 марта 1825. Председатель Комиссии субсидий с 15 марта 1826. Префект экономии Священной Конгрегации Пропаганды Веры с 1 октября 1826 по 10 августа 1830. Камерленго Священной Коллегии кардиналов с 28 января 1828 по 15 марта 1830. Принял участие в Конклаве 1829 года, на котором был избран Пий VIII. Апостольская легат в провинции Форли с 17 апреля 1829, вернулся в Рим на Конклав в 1830 году и не вернулся на свой пост из-за восстания в легатстве.

### При Григории XVI
Участвовал в Конклаве 1830—1831 годов, на котором был избран Папа Григорий XVI. Апостольская легат в Урбино и Пезаро с 5 декабря 1834. Избран для титулярной диаконии Санта-Мария-ин-Виа-Лата с 19 декабря 1834 при сохранении in commendam своей бывшей титулярной диаконии. Отказался от комменды 13 мая 1837. Кардинал-протодьякон с 7 ноября 1842 по 14 марта 1857. Префект Священной Конгрегации доброго управления с 24 января 1843 по 3 апреля 1843. Камерленго Святой Римской Церкви с 3 апреля 1843 по 14 марта 1857.

### При Пие IX

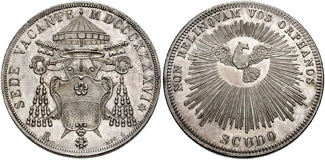
Папское скудо с гербом кардинала Риарио Сфорца в период Sede Vacante 1846 года.

Участвовал в Конклаве 1846 года, на котором был избран Папа Пий IX. Как кардинал-протодьякон, кардинал Риарио Сфорца объявил Habemus Papam 16 июня 1846 года — избрание кардинала Джованни Мария Мастаи-Ферретти на Конклае 1846 года. Также кардинал Риарио Сфорца короновал нового Папу Пия IX. 
27 декабря 1847 назначен из-за своей должности камерленго, министром торговли, изящных искусств, промышленности и сельского хозяйства после формирования первых министерств. Ушёл в отставку со всех постов 12 февраля 1848. 
12 февраля 1848 назначен председателем новой конгрегации по проведению экспертизы расходов органов государственного управления, ушёл в отставку спустя шестнадцать дней 28 февраля 1848.
Скончался кардинал Риарио Сфорца 14 марта 1857 в Риме. Тело было выставлено для прощания в базилике Святых XII апостолов, где состоялись похороны с участием Папы римского Пия IX. Кардинал был похоронен в той же самой базилике. Последний остававшийся в живых кардинал назначенный Пием VII.